# História da região do Mediterrâneo

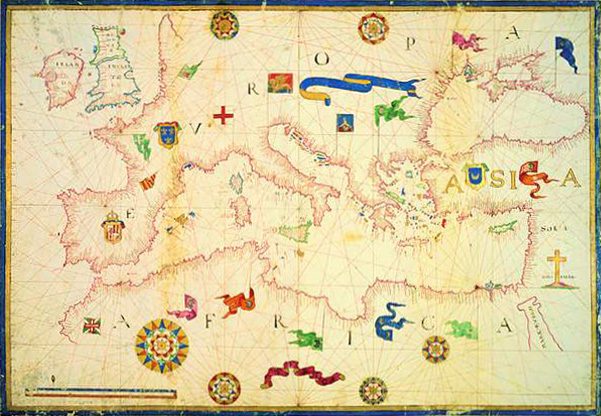
Bacia do Mediterrâneo, do Atlas manuscrito de c. 1582-1584. Biblioteca Nacional de Roma, Roma (cart. naut. 2 - cart. naut. 6/1-2).

A história da região do Mediterrâneo e das culturas e povos da Bacia do Mediterrâneo é importante para compreender a origem e o desenvolvimento das culturas mesopotâmica, egípcia, cananeia, fenícia, hebraica, cartaginesa, minoica, grega, persa, ilíria, trácia, etrusca, ibérica, romana, bizantina, búlgara, árabe, berbere, otomana, cristã e islâmica. O Mar Mediterrâneo foi a via central de transporte, comércio e intercâmbio cultural entre diversos povos, abrangendo três continentes: Ásia Ocidental, Norte da África e Sul da Europa.

## História inicial

Crescente Fértil no

Lézignan-la-Cèbe, na França, Orce, na Espanha, Monte Poggiolo, na Itália, e Kozarnika, na Bulgária, estão entre os sítios paleolíticos mais antigos da Europa e estão localizados na Bacia do Mediterrâneo.
Há evidências de ferramentas de pedra em Creta em 130 mil a.C., o que indica que os primeiros seres humanos eram capazes de usar barcos para chegar à ilha.
O estágio cultural da civilização (sociedade organizada estruturada em torno de centros urbanos) surge pela primeira vez no sudoeste da Ásia, como uma extensão da tendência neolítica, desde o 8º milênio a.C., de centros proto-urbanos como Çatalhüyük. As civilizações urbanas propriamente ditas começam a surgir no Calcolítico, no Egito do 5º ao 4º milênio e na Mesopotâmia.
A área do Mar Negro é o berço da civilização europeia. Acredita-se que Solnitsata (5500–4200) seja a cidade mais antiga da Europa - um assentamento pré-histórico fortificado por muralhas de pedra (cidade pré-histórica). Os primeiros artefatos de ouro do mundo aparecem a partir do 5º milênio a.C., como os encontrados em um local de sepultamento de 4569-4 340 a.C. e um dos mais importantes sítios arqueológicos da pré-história mundial - a Necrópole de Varna, perto do Lago Varna, na Bulgária, considerada a mais antiga descoberta "bem datada" de artefatos de ouro.
Em 1990, os artefatos de ouro encontrados no cemitério da caverna de Wadi Qana, no 4º milênio a.C., na Cisjordânia, eram os mais antigos do Levante.
A Idade do Bronze surge nessa região durante os últimos séculos do 4º milênio a.C.. As civilizações urbanas do Crescente Fértil agora têm sistemas de escrita e desenvolvem a burocracia, em meados do 3º milênio, levando ao desenvolvimento dos primeiros impérios. No 2º milênio, as costas orientais do Mediterrâneo são dominadas pelos impérios hitita e egípcio, competindo pelo controle das cidades-estado do Levante (Canaã). Os minoanos comercializavam em grande parte do Mediterrâneo.
O colapso da Idade do Bronze é a transição do final da Idade do Bronze para o início da Idade do Ferro, expressa pelo colapso das economias palacianas do Egeu e da Anatólia, que foram substituídas, após um hiato, pelas culturas de vilas isoladas do antigo Oriente Próximo. Alguns chegaram ao ponto de chamar o catalisador que encerrou a Idade do Bronze de "catástrofe". O colapso da Idade do Bronze pode ser visto no contexto de uma história tecnológica que viu a disseminação lenta e comparativamente contínua da tecnologia de trabalho com ferro na região, começando com o trabalho precoce com ferro no que hoje é a Romênia nos séculos XII e XIII. O colapso cultural dos reinos micênicos, do Império Hitita na Anatólia e na Síria e do Império Egípcio na Síria e em Israel, a interrupção dos contatos comerciais de longa distância e o súbito eclipse da alfabetização ocorreram entre 1206 e 1 150 a.C. Na primeira fase desse período, quase todas as cidades entre Troia e Gaza foram violentamente destruídas e, depois disso, muitas vezes ficaram desocupadas (por exemplo, Hatusa, Micenas, Ugarite). O fim gradual da Idade das Trevas que se seguiu viu o surgimento de reinos arameus neo-hititas estabelecidos em meados do século X a.C. e o surgimento do Império Neoassírio.
Embora os avanços culturais durante a Idade do Bronze tenham se restringido principalmente às partes orientais do Mediterrâneo, com a Idade do Ferro, toda a região costeira ao redor do Mediterrâneo passou a ser envolvida, principalmente devido à expansão fenícia do Levante, iniciada por volta do século XII. Fernand Braudel observou, em The Perspective of the World, que a Fenícia foi um dos primeiros exemplos de uma "economia mundial" cercada por impérios. O ponto alto da cultura fenícia e seu poder marítimo é geralmente situado entre 1200 e 800 a.C. Muitos dos mais importantes assentamentos fenícios foram estabelecidos muito antes disso: Biblos, Tiro, Sidom, Simira, Arruade e Beirute, todos aparecem nas Cartas de Amarna.
Os fenícios e os assírios transportaram elementos da cultura do final da Idade do Bronze do Oriente Próximo para a Grécia e a Itália da Idade do Ferro, mas também para o noroeste da África e para a Ibéria, dando início à história do Mediterrâneo, hoje conhecida como Antiguidade Clássica. Eles difundiram principalmente a escrita alfabética, que se tornaria a marca registrada das civilizações mediterrâneas da Idade do Ferro, em contraste com a escrita cuneiforme da Assíria e o sistema logográfico do Extremo Oriente (e, mais tarde, os sistemas abugida da Índia).

## Antiguidade clássica

Territórios e colônias gregas durante o período Arcaico

Duas das civilizações mediterrâneas mais notáveis da Antiguidade Clássica foram as cidades-estado gregas e os fenícios. Os gregos se espalharam pelas margens do Mar Negro, pelo sul da Itália (a chamada "Magna Grécia") e pela Ásia Menor. Os fenícios se espalharam pelo Mediterrâneo ocidental, chegando ao norte da África e à Península Ibérica. Do século VI até o V a.C., inclusive, muitos dos povos importantes do Mediterrâneo estavam sob o domínio persa, o que os fez dominar o Mediterrâneo durante esses anos. Tanto os fenícios quanto algumas das cidades-estado gregas da Ásia Menor forneceram as forças navais do Império Persa Aquemênida. O domínio persa terminou após a Guerra Greco-Persa no século V a.C. e a Pérsia foi prejudicada pela Macedônia no século IV a.C. O Reino Odrísio existiu entre o século V d.C. e I d.C. como a mais importante e poderosa formação de estado trácio.

### Período persa
Do século VI até a primeira metade do IV a.C., muitos dos povos importantes do Mediterrâneo ficaram sob o domínio persa aquemênida, o que os fez dominar o Mediterrâneo durante todos esses anos. O império, fundado por Ciro, o Grande, incluía a Macedônia, a Trácia e a costa ocidental do Mar Negro (atual sudeste e leste da Bulgária), o Egito, a Anatólia, as terras fenícias, o Levante e muitas outras regiões da Bacia do Mediterrâneo. Dario, o Grande (Dario I), é considerado o primeiro rei aquemênida a investir em uma frota persa. Mesmo assim, não havia uma verdadeira "marinha imperial" na Grécia ou no Egito. A Pérsia se tornaria o primeiro império, sob o comando de Dario, a inaugurar e implantar a primeira marinha imperial regular. Tanto os fenícios quanto os gregos forneceram a maior parte das forças navais do Império Persa Aquemênida, juntamente com os cipriotas e os egípcios. O domínio persa total no Mediterrâneo terminou após a Guerra Greco-Persa no século V a.C., e a Pérsia acabou perdendo toda a sua influência no Mediterrâneo no final do século IV a.C. após as conquistas de Alexandre.

### Período helenístico

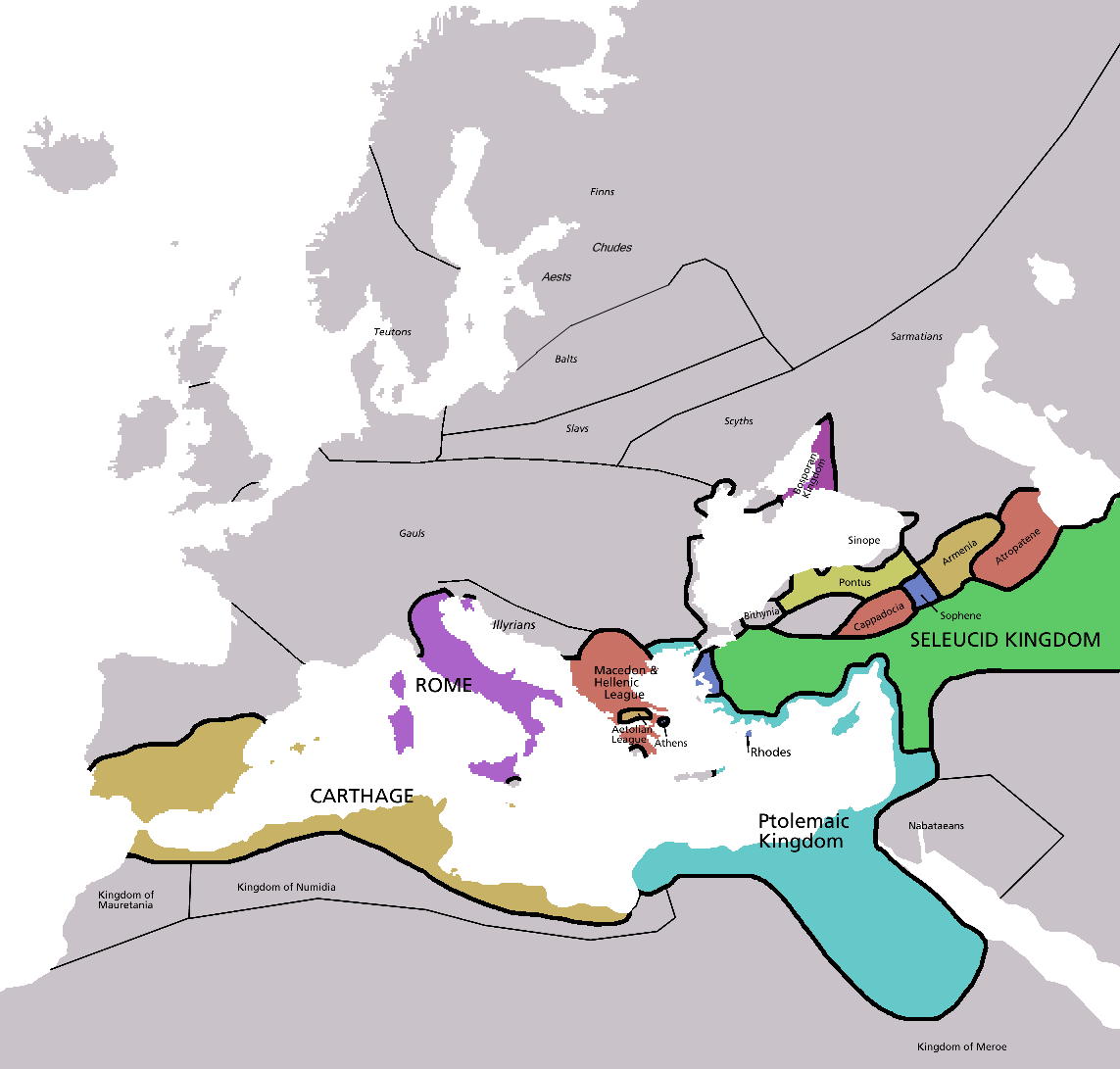
A região do Mediterrâneo em

Na parte mais ao norte da Grécia Antiga, no antigo reino da Macedônia, as habilidades tecnológicas e organizacionais foram forjadas com uma longa história de guerra de cavalaria. Os heteros eram considerados os mais fortes de sua época. Sob o comando de Alexandre, o Grande, essa força se voltou para o leste e, em uma série de batalhas decisivas, derrotou as forças persas e assumiu o controle do império dominante do Mediterrâneo. O império da Macedônia incluía a atual Grécia, Bulgária, Egito, as terras fenícias e muitas outras regiões da Bacia do Mediterrâneo e da Ásia Menor.
Como resultado, os principais centros do Mediterrâneo na época se tornaram parte do império de Alexandre. Seu império se desintegrou rapidamente, e o Oriente Médio, o Egito e a Grécia logo voltaram a ser independentes. As conquistas de Alexandre espalharam o conhecimento e as ideias gregas por toda a região.

### Rivalidade entre romanos e cartagineses
Essas potências orientais logo começaram a ser ofuscadas pelas potências mais a oeste. No norte da África, a antiga colônia fenícia de Cartago passou a dominar seus arredores com um império que continha muitas das antigas propriedades fenícias. No entanto, foi uma cidade da Península Itálica, Roma, que acabaria por dominar toda a Bacia do Mediterrâneo. Espalhando-se primeiro pela Itália, Roma derrotou Cartago nas Guerras Púnicas, apesar dos famosos esforços de Aníbal contra Roma na Segunda Guerra Púnica.
Após a Terceira Guerra Púnica, Roma se tornou a principal força na região do Mediterrâneo. Os romanos logo se espalharam para o leste, conquistando a Grécia e disseminando o conhecimento e as ideias em latim por todo o local. A essa altura, as culturas comerciais costeiras já dominavam completamente os vales dos rios do interior, que antes eram o coração das grandes potências. O poder egípcio passou das cidades do Nilo para as cidades litorâneas, especialmente Alexandria. A Mesopotâmia tornou-se uma região de fronteira marginal entre o Império Romano e os persas.

### Mare Nostrumromano

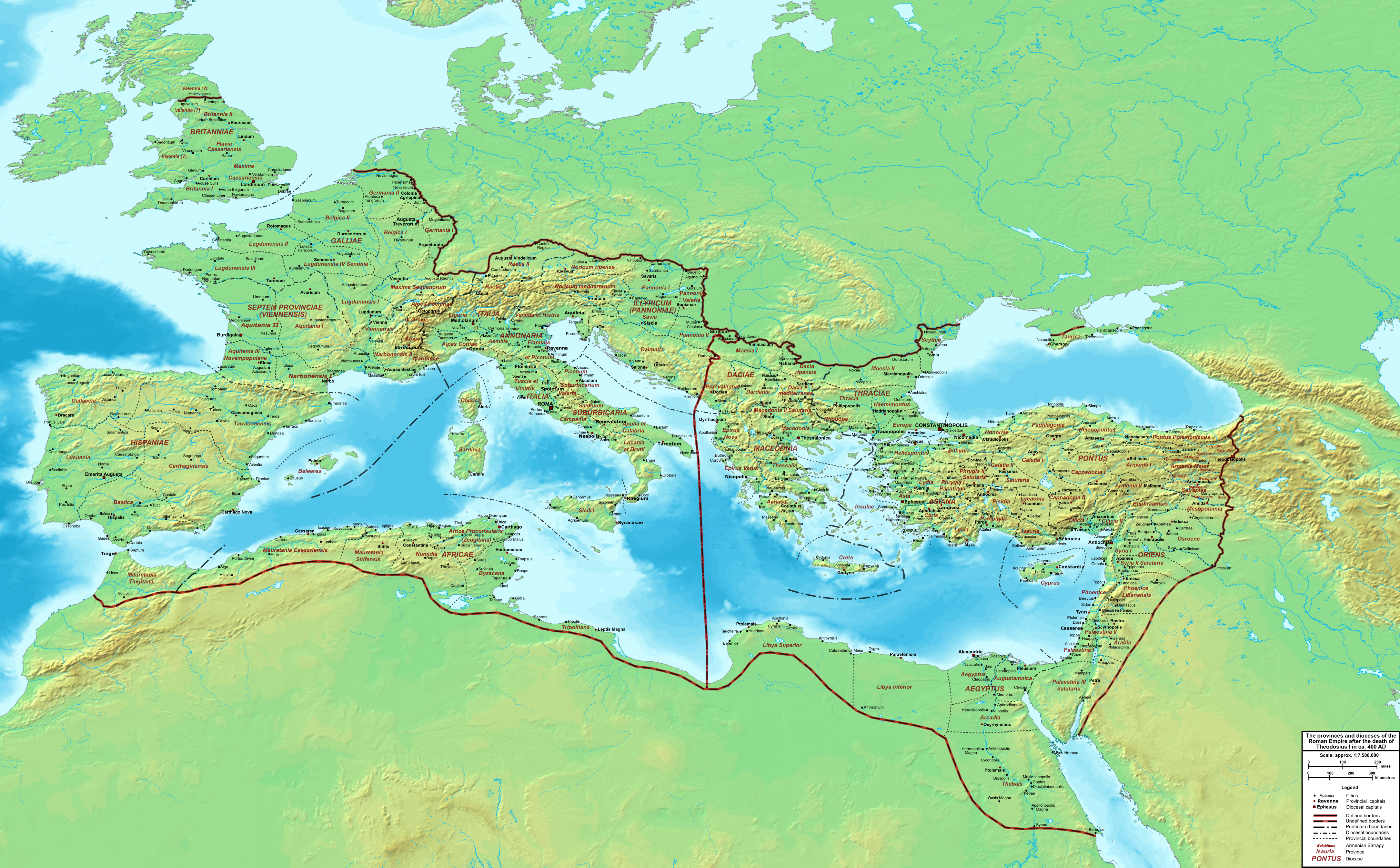
O Mare Nostrum, cercado pelo território romano em cerca de 400

Quando Augusto fundou o Império Romano, o Mar Mediterrâneo começou a ser chamado pelos romanos de Mare Nostrum, palavras em latim que significam "Nosso Mar". Seu império estava centrado nesse mar e toda a área estava repleta de comércio e desenvolvimento naval. Pela primeira vez na história, um mar inteiro (o Mediterrâneo) estava livre de pirataria. Por vários séculos, o Mediterrâneo foi um "lago romano", cercado por todos os lados pelo império. No entanto, o império começou a se desintegrar no século V e o Império Romano do Ocidente entrou em colapso em 476.

### Período sassânida e bizantino
O Império Bizantino, também conhecido como Império Romano do Oriente, começou a dominar Levante durante suas guerras com a vizinha Pérsia Sassânida. O domínio até o século VI foi marcado pela instabilidade climática, causando produção e distribuição inconsistentes e um declínio econômico geral. Os sassânidas ganharam território em terras mediterrâneas, mas os romanos orientais permaneceram superiores no Mar Mediterrâneo por séculos. No primeiro quarto do século VII, os sassânidas tomaram áreas da região Mediterrânea dos romanos orientais durante a Guerra Bizantino-Sassânida de 602 a 628, embora os sassânidas tenham perdido territórios no final da guerra. Por fim, a dominação bizantina na região foi definitivamente encerrada pelas invasões dos árabes e, mais tarde, dos turcos.

## Idade Média

A expansão do califado na região do Mediterrâneo de 622 a 750.
Expansão sob o comando de Maomé, 622-632
Expansão durante o Califado Ortodoxo, 632-661
Expansão durante o Califado Omíada, 661-750

Outra potência estava se erguendo no leste, o Islã, enquanto o Império Romano do Oriente e o Império Persa Sassânida estavam enfraquecidos por séculos de combates durante as Guerras Romano-Persas. Em uma série de rápidas ações de expansão islâmica, os exércitos árabes, motivados pelo Islã e liderados pelos califas e por comandantes militares, como Calide ibne Ualide, varreram a maior parte do Oriente Médio, reduzindo as terras bizantinas em mais da metade e engolindo completamente as terras persas.
As invasões árabes interromperam as relações comerciais entre a Europa Ocidental e Oriental e cortaram a rota comercial com as terras orientais. No entanto, isso teve o efeito indireto de promover o comércio através do Mar Cáspio. A exportação de grãos do Egito foi redirecionada para o mundo oriental. Mercadorias orientais, como seda e especiarias, eram transportadas do Egito para portos como Veneza e Constantinopla por marinheiros e comerciantes judeus. As expansões vikings atrapalharam ainda mais o comércio na Europa Ocidental e o interromperam. No entanto, os povos nórdicos desenvolveram o comércio da Noruega até o Mar Branco, além de comercializarem produtos de luxo da Espanha e do Mediterrâneo. Os bizantinos, em meados do século VIII, retomaram o controle da área ao redor da parte nordeste do Mediterrâneo. Os navios venezianos do século IX se armaram para combater o assédio dos árabes, concentrando o comércio de produtos orientais em Veneza.
O poderoso e duradouro Império Búlgaro foi o principal rival europeu na região da península Mediterrânea dos Bálcãs entre os séculos VII e XIV, criando um importante legado cultural, político, linguístico e religioso durante a Idade Média.
Na Anatólia, a expansão muçulmana foi bloqueada pelos bizantinos, com a ajuda de Tervel da Bulgária. As províncias bizantinas da Síria, do norte da África e da Sicília, no entanto, não conseguiram montar tal resistência, e os conquistadores muçulmanos varreram essas regiões. No extremo oeste, eles cruzaram o mar e tomaram a Península Ibérica antes de serem detidos no sul da França pelos francos. Em sua maior extensão, o Império Árabe controlou três quartos da costa do Mediterrâneo e promoveu uma inter-relação econômica entre o Oceano Índico e o Mediterrâneo. Grande parte do norte da África tornou-se uma área periférica dos principais centros muçulmanos no Oriente Médio, mas Al Andalus e Marrocos logo se separaram desse controle distante e se tornaram sociedades altamente avançadas por direito próprio.
Entre 831 e 1071, o Emirado da Sicília foi um dos principais centros da cultura islâmica no Mediterrâneo. Após sua conquista pelos normandos cristãos, a ilha desenvolveu sua própria cultura distinta com a fusão de influências latinas e bizantinas. Palermo continuou sendo um dos principais centros artísticos e comerciais do Mediterrâneo até a Idade Média.

Mapa das principais operações e batalhas navais bizantinas e muçulmanas no Mediterrâneo, séculos VII a XI

Os fatímidas mantinham relações comerciais com as cidades-estado italianas, como Amalfi e Gênova, antes das cruzadas, de acordo com os documentos de Cairo Geniza. Um documento datado de 996 menciona comerciantes amalfitanos vivendo no Cairo. Outra carta afirma que os genoveses haviam negociado com Alexandria. O califa Almostancir do Cairo havia permitido que comerciantes amalfitanos residissem em Jerusalém por volta de 1060, em uma unidade de cuidados paliativos latina.
Estados mais organizados e centralizados começaram a se formar gradualmente na Europa durante o final da Idade Média. Motivados pela religião e por sonhos de conquista, os reis da Europa realizaram várias Cruzadas para tentar reverter o poder muçulmano e retomar a Terra Santa. As Cruzadas não tiveram sucesso nesse objetivo, mas foram muito mais eficazes em enfraquecer o Império Bizantino, que começou a perder cada vez mais território para os turcos seljúcidas e, mais tarde, para os turcos otomanos. Elas também reorganizaram o equilíbrio de poder no mundo muçulmano, já que o Egito emergiu mais uma vez como uma grande potência no Mediterrâneo oriental.
As Cruzadas levaram ao aumento do comércio entre a Europa e os estados cruzados. Gênova, Veneza e Pisa criaram colônias nas regiões controladas pelos cruzados e passaram a controlar o comércio com o Oriente. Essas colônias também lhes permitiram negociar com o mundo oriental. Embora a queda dos estados cruzados e as tentativas de proibição das relações comerciais com os estados muçulmanos pelos papas tenham interrompido temporariamente o comércio com o Oriente, ele continuou.
O Reino Zírida no Magrebe oriental, desenvolvido em torno da grande metrópole de Cairuão, entrou em colapso em meados do século XII, com uma Ifríquia fragmentada a partir de então, tornando-se um terreno para poderes externos concorrentes. A Alta Idade Média também viu a ascensão sucessiva de dois poderes berberes, os almorávidas e os almóadas, no Magrebe ocidental, promovendo o desenvolvimento de cidades como Marraquexe e Fez, sob seu controle sobre o comércio transaariano. As cidades do sul da Ibéria, como Almeria (sob o domínio almorávida), também prosperaram na Alta Idade Média. O século XII também viu um crescente progresso naval e comercial por parte das potências cristãs na costa norte do Mediterrâneo (incluindo Gênova, Pisa e Aragão), aparentemente oferecendo um desafio ao equilíbrio de poder no Mediterrâneo Ocidental.

### Escravidão

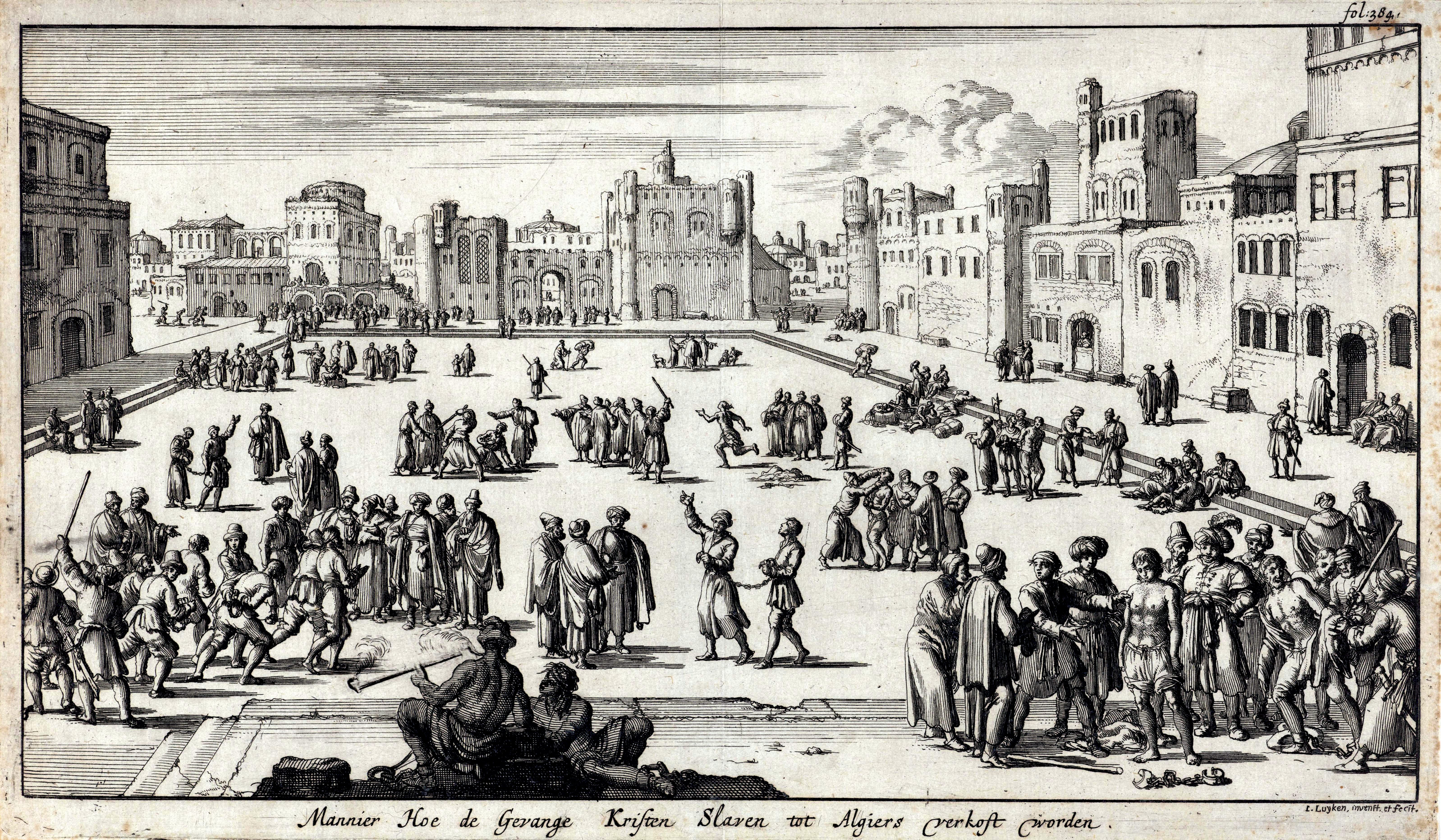
Mercado de escravos em Argel, c. 1684

A escravidão era uma estratégia utilizada por todas as sociedades mediterrâneas durante a Idade Média. A ameaça de se tornar um escravo era um medo constante para camponeses, pescadores e comerciantes. Aqueles com dinheiro ou que tinham apoio financeiro temiam apenas a falta de apoio, caso fossem ameaçados de sequestro por resgate.
Havia várias coisas que podiam acontecer com as pessoas na região do Mediterrâneo na Idade Média:
- Quando corsários, piratas, corsários bárbaros, corsários franceses ou invasores exerciam suas atividades comerciais, um camponês, pescador ou aldeão costeiro, que não tivesse apoio financeiro, poderia ser sequestrado ou vendido a traficantes de escravos ou adversários, que obtinham grandes lucros em um mercado internacional;
- Se a pessoa capturada fosse rica ou tivesse apoiadores influentes, ela poderia ser resgatado. Esse seria o plano mais vantajoso, pois a troca de dinheiro era imediata e direta, não longa e demorada como no mercado de escravos;
- A pessoa capturada poderia ser usada imediatamente pelo corsário para trabalhar no navio, em vez de ser negociado. Nas batalhas dessa época, os prisioneiros de guerra eram frequentemente capturados e usados como escravos.

Os imperadores faziam um grande número de prisioneiros, desfilavam com eles pela capital, realizavam festas em homenagem à sua captura e colocavam diplomatas na frente deles como uma demonstração de vitória.

### Anos finais da Idade Média

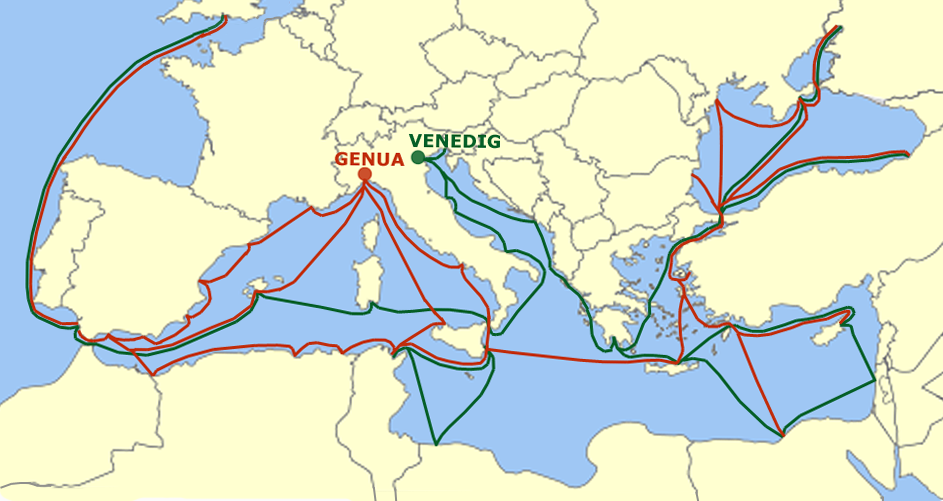
Rotas de comércio marítimo genovês (vermelho) e veneziano (verde) no Mediterrâneo

As Repúblicas Marítimas ("Repubbliche Marinare") de Amalfi, Gaeta, Veneza, Gênova, Ancona, Pisa e Ragusa desenvolveram seus próprios impérios nas costas do Mediterrâneo. Os estados islâmicos nunca foram grandes potências navais, e o comércio do leste para a Europa logo ficou nas mãos dos comerciantes italianos, especialmente os genoveses e os venezianos, que lucraram imensamente com isso. A República de Pisa e, posteriormente, a República de Ragusa usaram a diplomacia para promover o comércio e mantiveram uma abordagem libertária em questões civis.
A República de Veneza passou a dominar a costa mediterrânea oriental após a Quarta Cruzada.
Entre 1275 e 1344, houve uma luta pelo controle do Estreito de Gibraltar. Com a participação do Império Merínida, do Reino Nacérida, da Coroa de Castela, da Coroa de Aragão, do Reino de Portugal e da República de Gênova, a disputa caracterizou-se pela mudança de alianças entre os principais envolvidos. As cidades ibéricas de Tarifa, Ceuta, Algeciras ou Ronda e o porto africano de Ceuta estavam em jogo. O Mar Mediterrâneo Ocidental era dominado pela Coroa de Aragão: graças às suas possessões da Sicília, do Reino de Nápoles, do Reino da Sardenha, das Ilhas Baleares, do Ducado de Atenas, do Ducado de Neopatria e de várias cidades do norte da África.
Em 1347, a Peste Negra se espalhou de Constantinopla pela Bacia do Mediterrâneo.
O poder otomano continuou a crescer e, em 1453, o Império Bizantino foi extinto com a queda de Constantinopla. Os otomanos já controlavam a Grécia, a Bulgária e grande parte dos Bálcãs e logo também começaram a se espalhar pelo norte da África. O norte da África havia enriquecido com o comércio através do Deserto do Saara, mas os portugueses, que, juntamente com outras potências cristãs, estavam envolvidos em uma longa campanha para expulsar os muçulmanos da Península Ibérica, encontraram um método para contornar esse comércio, negociando diretamente com a África Ocidental. Isso foi possível graças a um novo tipo de embarcação, a caravela, que tornou o comércio nas águas agitadas do Atlântico lucrativo pela primeira vez. A redução do comércio do Saara enfraqueceu o norte da África, tornando-o um alvo fácil para os otomanos. Ceuta acabou sendo tomada pelo Reino de Portugal em 1415, que buscava minar os interesses castelhanos, aragoneses e genoveses na área.
Durante a Idade Média, os reinos cristãos e muçulmanos rivais proibiram o comércio de determinados produtos para reinos inimigos, incluindo armas e outros itens de contrabando. Os papas proibiram a exportação dessas mercadorias para o mundo islâmico. Os otomanos também proibiram a exportação de armas e outros itens estratégicos; no entanto, os estados amigos podiam importar algumas das mercadorias proibidas por meio de capitulações. Apesar dessas proibições, o comércio de contrabando ocorria em ambos os lados. Os comerciantes europeus negociavam mercadorias ilegais com os muçulmanos. Os otomanos não conseguiram reprimir o comércio e o contrabando era realizado principalmente no inverno, quando a Marinha Otomana estacionada no Arsenal de Istambul não conseguia impedir que navios otomanos e não otomanos se entregassem ao comércio.

## Era moderna

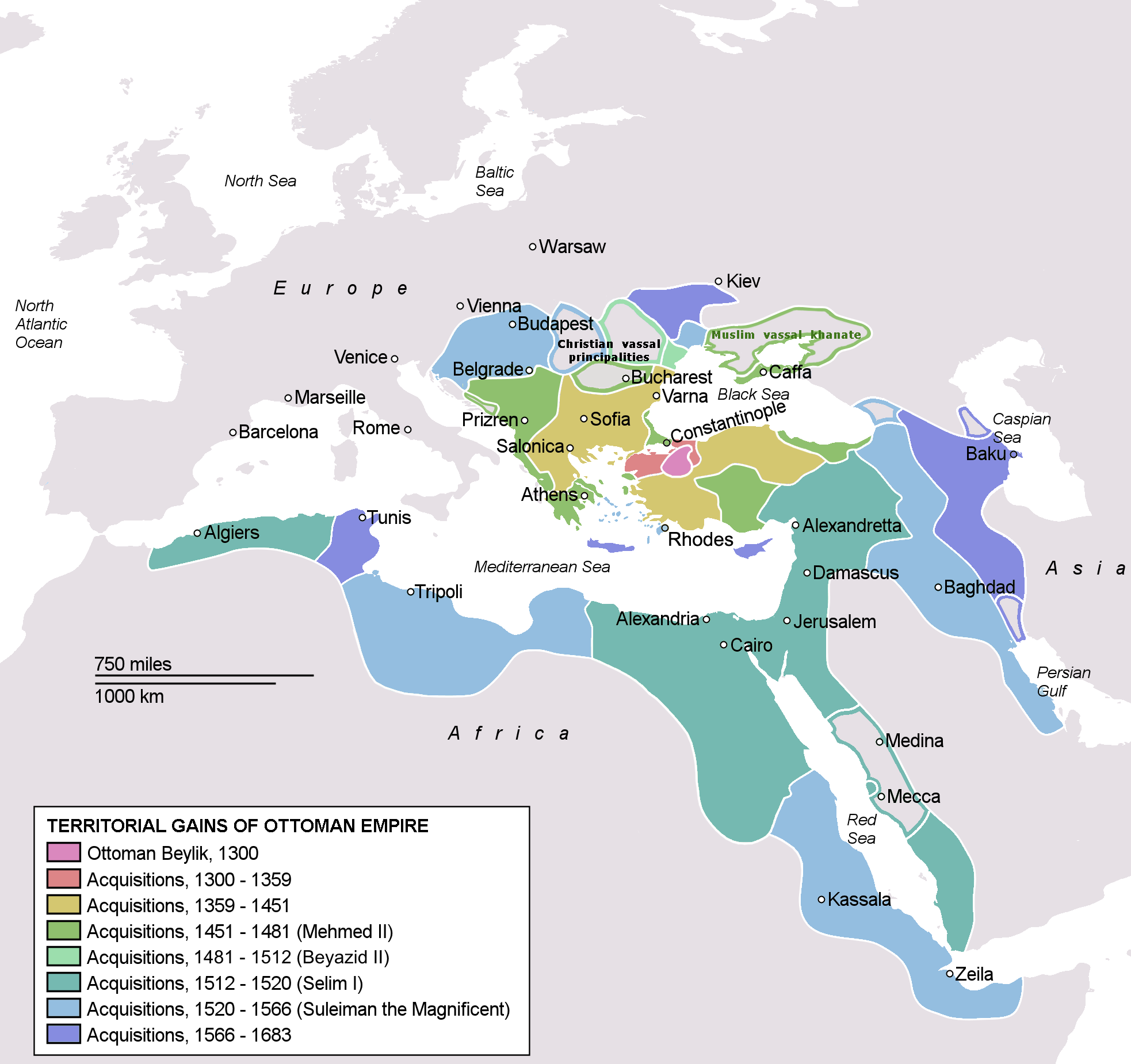
Territórios do Império Otomano adquiridos entre 1300 e 1683

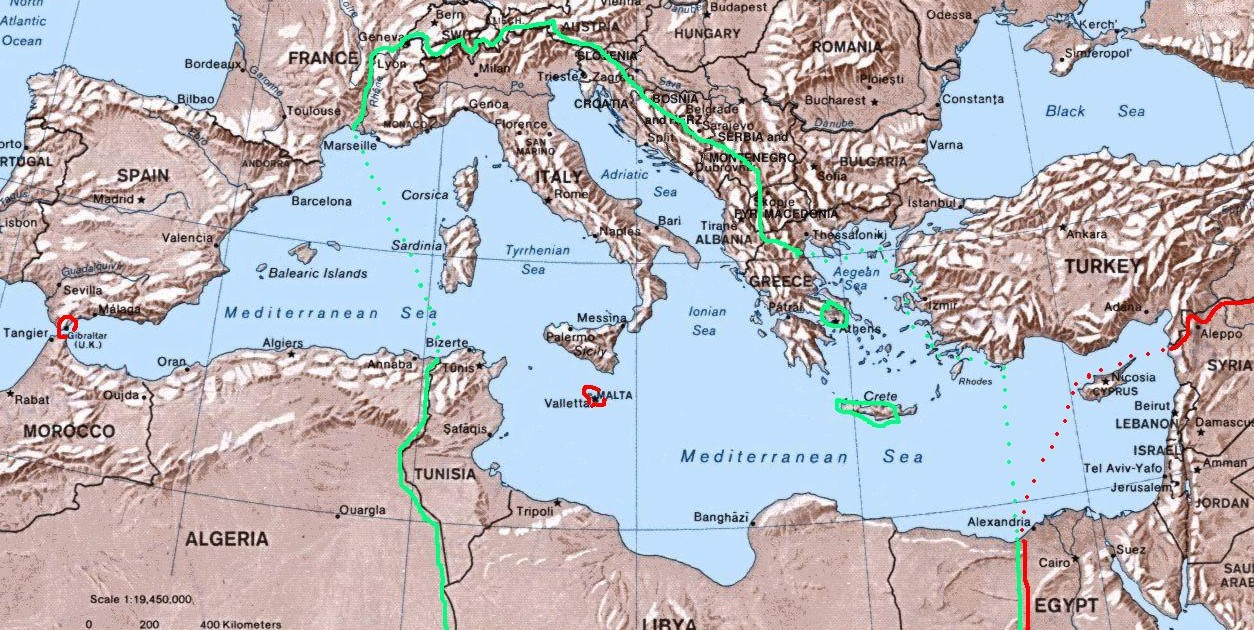
Maior extensão do controle italiano do litoral e dos mares do Mediterrâneo (dentro da linha verde e dos pontos) no verão/outono de 1942. Áreas controladas pelos Aliados em vermelho

As crescentes proezas navais das potências europeias confrontaram a rápida expansão otomana na região quando a Batalha de Lepanto pôs fim ao poder da Marinha Otomana. No entanto, como Fernand Braudel argumentou com veemência, isso apenas desacelerou a expansão otomana em vez de acabar com ela. A valiosa ilha de Chipre tornou-se otomana em 1571. A última resistência na Tunísia terminou em 1574 e um cerco de quase uma geração em Creta expulsou os venezianos dessa ilha estratégica em 1669.
Um equilíbrio de poder foi então estabelecido entre a Coroa Espanhola e o Império Otomano até o século XVIII, cada um dominando sua respectiva metade do Mediterrâneo, reduzindo as forças marítimas italianas como potências navais cada vez mais irrelevantes. Além disso, o Império Otomano havia alcançado seu objetivo de estender o domínio muçulmano pela costa do norte da África.
O desenvolvimento da navegação de longa distância influenciou todo o Mediterrâneo. Embora antes todo o comércio do leste passasse pela região, a circum-navegação da África permitiu que ouro, especiarias e corantes fossem importados diretamente para os portos atlânticos da Europa Ocidental. As Américas também eram uma fonte de extrema riqueza para as potências ocidentais, das quais alguns dos estados mediterrâneos estavam praticamente isolados.
Assim, a base do poder europeu se deslocou para o norte e a Itália, antes rica, tornou-se uma área periférica dominada por estrangeiros. O Império Otomano também iniciou um lento declínio que viu seus territórios no norte da África ganharem independência e suas propriedades europeias serem gradualmente reduzidas pelos ganhos territoriais da Áustria e do Império Russo. Após as consequências da Guerra Russo-Turca de 1768-1774, o Império Russo obteve acesso direto ao Mar Negro.
No século XIX, os Estados europeus eram muito mais poderosos e começaram a colonizar o norte da África. A França espalhou seu poder para o sul, iniciando a conquista da Argélia Otomana em 1830 e, posteriormente, obtendo o controle sobre a Tunísia Otomana. Após a captura britânica de Gibraltar (1713), Malta (1814) e Chipre (1878), o Império Britânico ocupou o Egito como resultado da Guerra Anglo-Egípcia de 1882. O Canal de Suez foi aberto durante esse período, com consequências de longo alcance para o comércio entre a Ásia, o leste da África e a Europa. Os países mediterrâneos eram os preferidos devido à rota mais curta, e cidades portuárias como Trieste, com seu acesso direto e rápido à Europa Central e do Norte, estavam em franca expansão. A Itália conquistou a Líbia dos otomanos em 1911. A Grécia conquistou a independência em 1832. O Império Otomano finalmente entrou em colapso na Primeira Guerra Mundial, e suas propriedades foram divididas entre a França e a Grã-Bretanha. O estado remanescente do Império Otomano mais amplo tornou-se o estado independente da Turquia em 1923. A Iugoslávia foi criada a partir do antigo Império Austro-Húngaro no final da Primeira Guerra Mundial.
Durante a primeira metade do século XX, o Mediterrâneo esteve no centro da expansão do Reino da Itália e foi uma das principais áreas de batalha durante a Segunda Guerra Mundial entre o Eixo e os Aliados. O período pós-guerra foi marcado pelo aumento da atividade no Mediterrâneo Oriental, onde as ações navais faziam parte do conflito árabe-israelense em andamento e a Turquia havia ocupado a parte norte de Chipre. As tensões da Guerra Fria dividiram o Mediterrâneo em grupos pró-americanos e pró-soviéticos, sendo que a Turquia, a Grécia, a Espanha, a Itália e a França eram membros da OTAN. A Síria era socialista e um regime pró-soviético, oferecendo aos soviéticos um porto na cidade de Tartus a partir de um acordo em 1971. A Iugoslávia era comunista, mas não pertencia nem ao campo soviético nem ao americano. O Egito se inclinou para os soviéticos durante o período de Nasser, mas depois se voltou para a influência americana durante o período de Sadat. Israel e Egito receberam ajuda militar americana. O poder naval americano fez do Mediterrâneo uma base para a Sexta Frota dos Estados Unidos durante a Guerra Fria.
Hoje, o Mar Mediterrâneo é a fronteira sul da União Europeia e representa uma das maiores áreas de comércio do mundo. O primeiro-ministro maltês descreveu o Mar Mediterrâneo como um "cemitério" devido ao grande número de migrantes que se afogam nele. Após o naufrágio do navio de migrantes de Lampedusa em 2013, o governo italiano decidiu fortalecer o sistema nacional de patrulhamento do Mar Mediterrâneo autorizando a Operação Mare Nostrum, uma operação militar e humanitária para resgatar os migrantes e prender os traficantes de imigrantes.